# Torneo Internacional de Chile

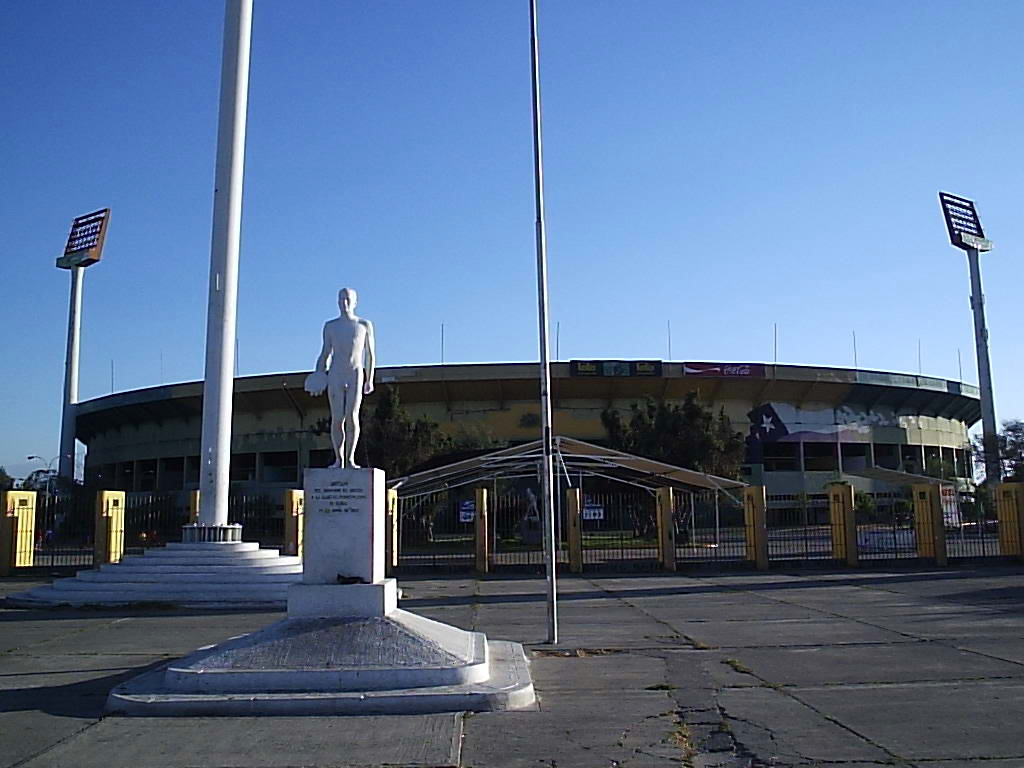
El Estadio Nacional de Chile, escenario de los partidos de este torneo.

El Torneo Internacional de Chile fue un torneo de fútbol amistoso disputado en la ciudad de Santiago de Chile en 17 ocasiones entre 1942 y 1977. Se realizaba frecuentemente en verano, en dos distintas temporadas: la primera de ellas al finalizar el campeonato nacional de Primera División, y la segunda como término de la pretemporada y con anterioridad al inicio del campeonato nacional.
Participaban equipos chilenos y extranjeros; estos últimos eran mayoritariamente provenientes de Argentina, Brasil y Uruguay, como también de Europa Oriental. Además, en varias oportunidades, participaron selecciones nacionales.
Este evento era conocido en Chile como Torneo... seguido de la palabra asociada al número de equipos participantes. Por ejemplo, Torneo Pentagonal (cinco equipos), Torneo Hexagonal (seis equipos), etc.

## Historia
Desde la instauración del profesionalismo, con anterioridad y con posterioridad al período 1942-1977, se han jugados diversos certámenes amistosos con equipos extranjeros, cuyos primeros antecedentes datan del año 1942.
En su desarrollo, el torneo ha tenidos distintos formatos:
- El principal o el más usado es el sistema de todos contra todos. La estadística de los resultados se refleja en una tabla con puntaje. Una excepción a esta regla son los torneos cuadrangulares (o también llamados «mini-torneos»), también con sistema de puntaje, en que participaban dos equipos chilenos y dos extranjeros, compitiendo los equipos nacionales solo con los extranjeros, es decir, dos partidos en vez de los tres normales en un cuadrangular de todos contra todos.

- También se usó el sistema de eliminación directa, antiguamente conocido como «tipo Copa Carranza» y que normalmente se aplicaba en torneos cortos o rápidos, con cuatro equipos. En la segunda jornada se enfrentaban los ganadores del primer partido para definir el primer y segundo lugar (o campeonato y subcampeonato, respectivamente) y los perdedores del primer lance lo hacían para definir el tercer y cuarto puesto.

- El tercer tipo de competencia era un sistema que combinaba los dos anteriores. Iniciaba con el sistema de todos contra todos, que incluía puntaje, clasificando los mejores a un mini-torneo definitorio de eliminación directa. También, en forma inversa, el sistema consistía primero en una eliminación directa para jugar una liguilla final, todos contra todos, con puntaje, para determinar al campeón.

Con el paso del tiempo estos torneos fueron ampliando su ámbito de acción, extendiéndose a distintas ciudades de Chile, entre ellas: Arica, Iquique, Calama, Antofagasta, La Serena, Viña del Mar, Concepción y Temuco.

## Historial
Esta tabla muestra las principales posiciones de las series del Torneo Internacional de Chile. Para más información sobre un torneo en particular, véase la página especializada de ella en Detalle.
| Año          |              | Formato                    |                                        | Campeón | Subcampeón |
| 1942 Detalle | Triangular   | Peñarol Uruguay            | River Plate Argentina                  |         |            |
| 1943 Detalle | Cuadrangular | Racing Argentina           | Rosario Central Argentina              |         |            |
| 1951 Detalle | Cuadrangular | Nacional Uruguay           | Universidad de chile Chile             |         |            |
| 1953 Detalle | Triangular   | Vasco da Gama Brasil       | Millonarios Colombia                   |         |            |
| 1962 Detalle | Cuadrangular | Estrella Roja Yugoslavia   | Botafogo Brasil                        |         |            |
| 1963 Detalle | Pentagonal   | Universidad de Chile Chile | Vasco da Gama Brasil                   |         |            |
| 1964 Detalle | Pentagonal   | Universidad de Chile Chile | Flamengo Brasil                        |         |            |
| 1964 Detalle | Cuadrangular | Independiente Argentina    | Palmeiras Brasil                       |         |            |
| 1965 Detalle | Hexagonal    | Santos Brasil              | River Plate Argentina                  |         |            |
| 1966 Detalle | Pentagonal   | México                     | Sheffield United Inglaterra            |         |            |
| 1967 Detalle | Hexagonal    | Vasas Hungría              | Santos Brasil                          |         |            |
| 1968 Detalle | Octogonal    | Santos Brasil              | Alemania Democrática Alemania Oriental |         |            |
| 1968 Detalle | Cuadrangular | Polonia                    | Universidad Católica Chile             |         |            |
| 1969 Detalle | Hexagonal    | Colo-Colo Chile            | Dinamo Moscú Unión Soviética           |         |            |
| 1970 Detalle | Hexagonal    | Santos Brasil              | Colo-Colo Chile                        |         |            |
| 1977 Detalle | Hexagonal    | Santos Brasil              | Everton Chile                          |         |            |

## Curiosidades
- En la edición de 1965, Santos derrotó por 6-4 a la Selección de Checoslovaquia, con Pelé anotando 3 goles, para O Peixe este partido está considerado por la prensa chilena como el mejor partido que se haya disputado en Chile.[3]

La ANFP de Chile lo cataloga como “El partido del siglo” siendo el “partido más espectacular jugado en nuestro país”.

## Torneos formato con puntaje
| Año          | Torneo                                                                  | Campeón                      | País | Otros participantes |
| ------------ | ----------------------------------------------------------------------- | ---------------------------- | ---- | --- |
| 1942 Detalle | Triangular - Santiago                                                   | Peñarol                      | URU  | River Plate (Argentina) - Colo-Colo |
| 1943 Detalle | Cuadrangular - Santiago                                                 | Racing                       | ARG  | Rosario Central (Argentina) - Magallanes - Colo-Colo |
| 1946 Detalle | Cuadrangular - Santiago                                                 | Green Cross y Audax Italiano | CHI  | Nacional (Uruguay) - Boca Juniors (Argentina) |
| 1947 Detalle | Triangular - Iquique                                                    | Sport Boys                   | PER  | Selección de Fútbol de Iquique. - Audax Italiano |
| 1948 Detalle | Cuadrangular - Santiago                                                 | Magallanes                   | CHI  | Flamengo, (Brasil) - Olimpia,(Paraguay) - Seleccionado Universitario (Combinado Universitario)                                                                  |
| 1951 Detalle | Cuadrangular - Santiago                                                 | Nacional                     | URU  | Santiago Morning - Botafogo (Brasil) – Colo-Colo |
| 1953 Detalle | Triangular - Santiago                                                   | Vasco de Gama                | BRA  | Millonarios (Colombia) - Colo-Colo |
| 1957 Detalle | Triangular - Santiago                                                   | Vasco de Gama                | BRA  | Nacional (Uruguay) - Colo-Colo |
| 1959 Detalle | Cuadrangular - Valparaíso                                               |                              |      | América de Río de Janeiro (BRA) - Santiago Wanderers - Deportes La Serena - San Luis                                                                            |
| 1962 Detalle | Cuadrangular - Santiago                                                 | Estrella Roja                | YUG  | Botafogo (Brasil) - Colo-Colo - Ferencvaros (Hungría) |
| 1963 Detalle | Pentagonal - Santiago                                                   | Universidad de Chile         | CHI  | Vasco de Gama (Brasil) - Universidad Católica – Peñarol (Uruguay) – Colo-Colo                                                                                   |
| 1964 Detalle | Pentagonal - Santiago                                                   | Universidad de Chile         | CHI  | Flamengo (Brasil) - Nacional (Uruguay) – Racing (Argentina) – Colo-Colo                                                                                         |
| 1964 Detalle | Cuadrangular - Santiago                                                 | Independiente                | ARG  | Palmeiras (Brasil) - Universidad de Chile – Universidad Católica                                                                                                |
| 1965 Detalle | Hexagonal - Santiago                                                    | Santos                       | BRA  | River Plate (Argentina) - Selección de Checoslovaquia – Universidad de Chile – Colo-Colo – Universidad Católica                                                 |
| 1965 Detalle | Cuadrangular - Santiago y Rancagua                                      | Racing                       | URU  | O'Higgins - Unión Española – Universidad de Chile |
| 1966 Detalle | Pentagonal - Santiago                                                   | México                       | MEX  | Sheffield United (Inglaterra) - Selección de Chile – Milán (Italia) – Sevilla (España)                                                                          |
| 1967 Detalle | Hexagonal- Santiago                                                     | Vasas                        | HUN  | Santos (Brasil) - Universidad de Chile – Colo-Colo – Peñarol (Uruguay) – Universidad Católica                                                                   |
| 1968 Detalle | Octogonal - Santiago                                                    | Santos                       | BRA  | Selección Alemania Oriental - Universidad Católica – Vasas (Hungría) – Selección de Checoslovaquia – Universidad de Chile – Colo-Colo – Racing Club (Argentina) |
| 1969 Detalle | Hexagonal - Santiago                                                    | Colo-Colo                    | CHI  | Dynamo Moscú (Rusia) - Corinthians (Brasil) – Estrella Roja (Yugoeslavia) – San Lorenzo de Almagro (Argentina) – Universidad de Chile                           |
| 1970 Detalle | Hexagonal - Santiago                                                    | Santos                       | BRA  | Colo-Colo - Universidad Católica – Dynamo Zagreb (Yugoeslavia) – Universidad de Chile – América (México)                                                        |
| 1970 Detalle | Cuadrangular - Concepción                                               | Górnik Zabrze                | POL  | Deportes Concepción - Huachipato – Colo-Colo |
| 1976 Detalle | Copa Ciudad Viña del Mar – Viña del Mar                                 | Fluminense                   | BRA  | Unión Española - Everton |
| 1977 Detalle | Hexagonal - Santiago                                                    | Santos                       | BRA  | Everton – Colo-Colo – Austria Viena (Austria) – River Plate (Argentina) – Universidad de Chile                                                                  |
| 1978 Detalle | Copa Ciudad Viña del Mar – Viña del Mar                                 | Internacional                | BRA  | Colo-Colo - Everton (Chile) |
| 1987 Detalle | Hexagonal “50 años C. D.Universidad Católica” - Santiago y Viña del Mar | Colo-Colo                    | CHI  | Olimpia (Paraguay) - Universidad Católica – Deportivo Cali (Colombia) – Nacional (Uruguay) – Universidad de Chile                                               |
| 1990 Detalle | Copa Amistad Chile-Brasil - Santiago                                    | Sao Paulo                    | BRA  | Colo-Colo - Universidad de Chile – Flamengo (Brasil) |
| 1991 Detalle | Copa Aeroflot – Santiago y Rancagua                                     | Shinnik                      | RUS  | O'Higgins - Colo-Colo – Selección de Hungría |
| 1994 Detalle | Copa Antonio Labán - Santiago                                           | Barcelona                    | ECU  | Colo-Colo - Universitario (Perú) – Gimnasia y Tiro de Salta (Argentina)                                                                                         |
| 1995 Detalle | Copa Centenario del Fútbol Chileno - Chile                              | Selección de Paraguay        | PAR  | Selección de Turquía - Selección de Chile – Selección de Nueva Zelanda                                                                                          |
| 1996 Detalle | Copa Ciudad de Santiago - Santiago                                      | Universidad Católica         | CHI  | Ferrocarril Oeste (Argentina) - Defensor Sporting (Uruguay) – Universidad de Chile                                                                              |
| 1999 Detalle | Copa Ciudad de Santiago - Santiago                                      | Colonia (Köln)               | ALE  | Lausanne (Suiza) - Colo-Colo – Universidad de Chile |
| 2000 Detalle | Copa Ciudad de Valparaíso - Valparaíso                                  | Selección de Chile           | CHI  | Selección de Eslovaquia - Selección de Bulgaria – Selección de Australia                                                                                        |
| 2001 Detalle | Copa Ciudad Viña del Mar – Viña del Mar                                 | Internacional                | BRA  | Santiago Wanderers - Universidad de Chile – Universidad Católica                                                                                                |

## Torneos formato con eliminación
| Año          | Torneo                                                | Campeón              | País      | Otros participantes                                                                     |
| ------------ | ----------------------------------------------------- | -------------------- | --------- | --------------------------------------------------------------------------------------- |
| 1965 Detalle | Cuadrangular de Santiago 1965 - Santiago              | Colo-Colo            | Chile     | Lanús (Argentina) - Universidad Católica – Atlanta (Argentina)                          |
| 1967 Detalle | Triangular de Arica 1967 - Arica                      | Deportivo Municipal  | Perú      | Universidad de Chile - The Strongest (Bolivia)                                          |
| 1967 Detalle | Cuadrangular de Temuco 1967 - Temuco                  | Universidad de Chile | Chile     | Green Cross Temuco - Sao Paulo - Newell's Old Boys                                      |
| 1968 Detalle | Cuadrangular de Santiago 1968 - Santiago              | Universidad de Chile | Chile     | Unión Española - Audax Italiano – Atlético Cerro (Uruguay)                              |
| 1968 Detalle | Cuadrangular de Arica 1968 - Arica                    | Colo-Colo            | Chile     | Selección de Arica - Universidad Católica – Independiente Miraflores de Arequipa (Perú) |
| 1968 Detalle | Triangular de Arica 1968 - Arica                      | Universidad de Chile | Chile     | Deportivo Municipal (Perú) - The Strongest (Bolivia)                                    |
| 1968 Detalle | Cuadrangular de Santiago 1968 - Santiago              | Selecc. Polonia      | Polonia   | Universidad Católica - Colo-Colo – Portuguesa (Brasil)                                  |
| 1969 Detalle | Cuadrangular de Concepción 1969 - Concepción          | Godoy Cruz           | Argentina | Huachipato - Santiago Wanderers – Deportes Concepción                                   |
| 1969 Detalle | Cuadrangular de Santiago 1969 - Santiago              | - sin -              | ***       | Universidad Católica - Colo-Colo – Unión Española - Olimpia (Paraguay)                  |
| 1970 Detalle | Cuadrangular de Temuco 1970 - Temuco                  | Godoy Cruz           | Argentina | Selecc. Chile - Deportes Concepción – Green Cross Temuco                                |
| 1976 Detalle | Copa Plaza Chacabuco 1976 - Santiago                  | Argentinos Juniors   | Argentina | Godoy Cruz (Argentina) - Unión Española – Universidad Católica                          |
| 1980 Detalle | Copa Ciudad Viña del Mar 1980 - Viña del Mar          | Colo-Colo            | Chile     | Platense (Argentina) - Huracán (Argentina) – Everton                                    |
| 1980 Detalle | Copa Ciudad de Santiago 1980 - Santiago               | Huracán              | Argentina | Atlanta (Argentina) - Universidad de Chile – Colo-Colo                                  |
| 1980 Detalle | Copa Verschae 1980 – Viña del Mar                     | Everton              | Chile     | Olimpia (Paraguay) - Santiago Wanderers – Fénix (Uruguay)                               |
| 1980 Detalle | Copa Ciudad de La Serena 1980 – La Serena             | Deportes Aviación    | Chile     | Banfield (Argentina) - Chacarita Juniors (Argentina) – Coquimbo Unido                   |
| 1980 Detalle | Copa Calama 1980 - Calama                             | Cobreloa             | Chile     | Chacarita Juniors (Argentina) - Banfield (Argentina) – Coquimbo Unido                   |
| 1980 Detalle | Torneo de Iquique 1980 - Iquique                      | Palestino            | Chile     | Unión Española - Atlanta (Argentina) – Deportes Iquique                                 |
| 1984 Detalle | Copa “San Marcos” 1984 - Arica                        | Cobreloa             | Chile     | Colo-Colo - Deportes Arica – Coronel Bolognesi (Perú)                                   |
| 1990 Detalle | Copa Ciudad de La Serena 1990 - La Serena             | Deportes La Serena   | Chile     | Unión Española - Saint Gallen (Suiza) – Sion (Suiza)                                    |
| 1990 Detalle | Cuadrangular Santiago y Valparaíso 1990               | Universidad de Chile | Chile     | Sion (Suiza) - Saint Gallen (Suiza) – Santiago Wanderers                                |
| 1990 Detalle | Copa Ciudad de Antofagasta 1990 - Antofagasta         | Colo-Colo            | Chile     | Deportes Antofagasta - River Plate (Uruguay)– Palestino                                 |
| 1991 Detalle | Copa Ladeco - El Mercurio 1991 - Santiago             | Universidad Católica | Chile     | Argentinos Juniors (Argentina)– Universidad de Chile                                    |
| 1992 Detalle | Copa Aniversario de la Ciudad de Temuco 1992 - Temuco | River Plate          | Uruguay   | Unión Española – Deportes Temuco - Palestino                                            |
| 1993 Detalle | Copa Ciudad de Santiago 1993 - Santiago               | Sao Paulo            | Brasil    | Universidad Católica - Universidad de Chile – Dínamo Moscú (Rusia)                      |
| 1993 Detalle | Copa Ciudad Viña del Mar 1993 – Viña del Mar          | Everton              | Chile     | Cobreloa - Slovan Bratislava (Eslovaquia) – Santiago Wanderers                          |
| 1993 Detalle | Cuadrangular Coquimbo 1993 – Coquimbo                 | Newell's Old Boys    | Argentina | Palestino - Coquimbo Unido – Everton                                                    |
| 1995 Detalle | Copa Ciudad Viña del Mar 1995 – Viña del Mar          | Everton              | Chile     | Ferrocarril Oeste (Argentina) - Bolívar (Bolivia) – Santiago Wanderers                  |
| 1995 Detalle | Copa Latinoamericana 1995 – Santiago y Rancagua       | Sao Paulo            | Brasil    | Colo-Colo - Tigres UANL (México) – O'Higgins                                            |
| 1997 Detalle | Copa Ciudad Viña del Mar 1997 – Viña del Mar          | Colo-Colo            | Chile     | Saint Gallen (Suiza) - Everton – Copenhague (Dinamarca)                                 |
| 1999 Detalle | Copa El Cobre 1999 – El Salvador                      | Cobreloa             | Chile     | Cobresal - Universidad de Chile – Liga Deportiva Universitaria (Ecuador)                |
| 2000 Detalle | Copa Ciudad Viña del Mar 2000 – Viña del Mar          | América              | Colombia  | Universidad de Chile - Everton – Universidad Católica                                   |
| 2002 Detalle | Copa Ciudad Viña del Mar 2002 – Viña del Mar          | Universidad Católica | Chile     | Cerro Porteño (Paraguay) - Universidad de Chile – Everton                               |
| 2005 Detalle | Copa Ciudad Viña del Mar 2005 – Viña del Mar          | Olimpia              | Paraguay  | Everton - Botafogo (Brasil)                                                             |
| 2008 Detalle | Copa Ciudad de La Serena 2008 – La Serena             | Universidad de Chile | Chile     | Deportes La Serena - Cobreloa - San Martín de San Juan                                  |

## Torneos formato mixto
| Año          | Torneo                                  | Campeón        | País    | Otros participantes                                                                                            |
| ------------ | --------------------------------------- | -------------- | ------- | --- |
| 1998 Detalle | Copa Ciudad Viña del Mar – Viña del Mar | Colo-Colo      | Chile   | Argentinos Juniors (Argentina) - Universidad de Chile – Everton – Universidad Católica – Olimpia (Paraguay)    |
| 1998 Detalle | Copa Ciudad de La Serena – La Serena    | Croatia Zagreb | Croacia | HNK Hajduk Split (Croacia) - Colo-Colo – Ferencvaros (Hungría) – Legia Varsovia (Polonia) – Deportes La Serena |